# Super Flu
Super Flu este un duo german de DJ, remixeri și producători muzicali din sfera muzicii dance electronice.

## Carieră
Super Flu s-a format în 2005 din Feliks Thielemann și Mathias Schwarz, originari din Halle. Ei și-au lansat inițial muzica la case de discuri precum Traum Schall Platten, Karate Klub și Herzblut Recordings. În 2009 și-au fondat propria casă de discuri, Monaberry, care este un sub-label a casei de discuri Plantage 13, din Bremen.
Într-un interviu acordat pentru Beat, în 2011, aceștia au numit – probabil în glumă – New Kids on the Block⁠(d), CocoRosie, bunicul Herbert și actrița porno Jenna Haze drept influențele lor artistice.

## Discografie

### Single-uri și EP-uri
2005
- Wenn...Dann... (KarateKlub)

2006
- Lady In Pink E.P. (KarateKlub)
- Die Størne (Whirlpoolsex Music)
- Switch Our Jumpers EP (KarateKlub)

2007
- She (Traum Schallplatten)
- Brink (Herzblut Recordings)
- Super Flu / Süpermatik – Süper Split EP (Lorna)
- Momratzn (Traum Schallplatten)
- Super Flu & Ron Flatter – Die Rückkehr Des Tanzlehrers (Playmate Music)
- Døken (Whirlpoolsex Music)
- Edlich EP (Bondage Music)

2008
- Zinnober (Herzblut Recordings)
- Rattelschneck (Traum Schallplatten)

2009
- Puma Okay (Herzblut Recordings)
- Shine (Monaberry)
- Rolloch (Monaberry)

2010
- Heimatmelodien Remixes (Whirlpoolsex Music)

2011
- Euterpeh Remixes (Monaberry)
- Super Flu / Dapayk Solo – Wintersession 2011 (I Love Vinyl)

2012
- Super Flu & Andhim – Reeves (Monaberry)

2013
- Va Ga Va Ga (Monaberry)

2014
- Halle Saale Remixed (Monaberry)
- Super Flu & Dortmunder Philharmoniker, Philipp Armbruster – Volkwein  (Monaberry)

2015
- Chee Pso Ng (Hommage)
- Super Flu & Dortmunder Philharmoniker, Philipp Armbruster – Volkwein Rehmixe (Monaberry)

2018
- Ark EP (Monaberry)
- Selee EP (Monaberry)

2019
- Lord Extra (Mule Musiq)
- Cioz & Super Flu - Jodi Bush (Crosstown Rebels)
- Monaberry Remixes (Moon Harbour Recordings)
- Really Really EP (Monaberry)

2020
- Jetendra EP (Monaberry)

### Albume
- 2010: Heimatmelodien (Monaberry)
- 2011: Euterpeh (Monaberry)
- 2013: Halle Saale (Monaberry)
- 2017: Musik 3 (Monaberry)
- 2017: Musik 3+ (Monaberry)

## Link-uri externe
- Site oficial
- Super Flu pe Discogs